# タカネトンボ (植物)
タカネトンボ（高嶺蜻蛉、学名：Platanthera chorisiana）は、ラン科ツレサギソウ属の地生の多年草。

## 特徴
根は伸長し一部は肥厚し、別に少数のヒゲ状の根がある。茎の高さは8-20cmになり、茎に稜がある。葉は地表近くに2個が対生状につくが2葉はやや離れている。葉身は円形または広楕円形で、長さ2-6cm、幅2-5cmになり、先端は円頭、基部は狭くなってやや鞘状になって茎を抱く。葉質は多少肉質で、表面は深緑色で光沢がある。その上部には少数の鱗片葉があり、線状披針形となる。
花期は7-8月。花は淡黄緑色で、径3-4mmの小さな花を数個から約10個、総状花序につく。花柄子房の基部に線形の苞がつき、花柄子房より長い。背萼片と側萼片はほぼ同じ形で、長楕円形から楕円形、長さ2mmになり先は円頭になる。側花弁は卵形または広卵形で、萼片より少し短い。唇弁は卵円形で先は鈍頭、萼片と同じ長さで、質はやや厚い。距は太く鈍頭で、長さ-1.3mmで楕円体になり、先端が前に突き出る。花粉塊柄は短く、花粉塊は卵形となる。

## 分布と生育環境
日本では、北海道、本州の中部地方以北（東北地方、日光、北アルプス、八ヶ岳、白山）に分布し、高山の湿った草原や林縁などに生育する。世界では、千島列島、サハリン、カムチャツカ半島、アリューシャン列島、北アメリカのアラスカ州からワシントン州にかけて分布する。
タイプ標本はアリューシャン列島のウナラスカ島で採集されたもの。

## 名前の由来
和名タカネトンボは、「高嶺蜻蛉」の意で、高山に生えるトンボソウの意味。
種小名（種形容語）chorisiana は、植物画家の Louis Choris (1795 – 1825) への献名。

## 種の保全状況評価
絶滅危惧II類 (VU)（環境省レッドリスト）
（2017年、環境省）

## ギャラリー

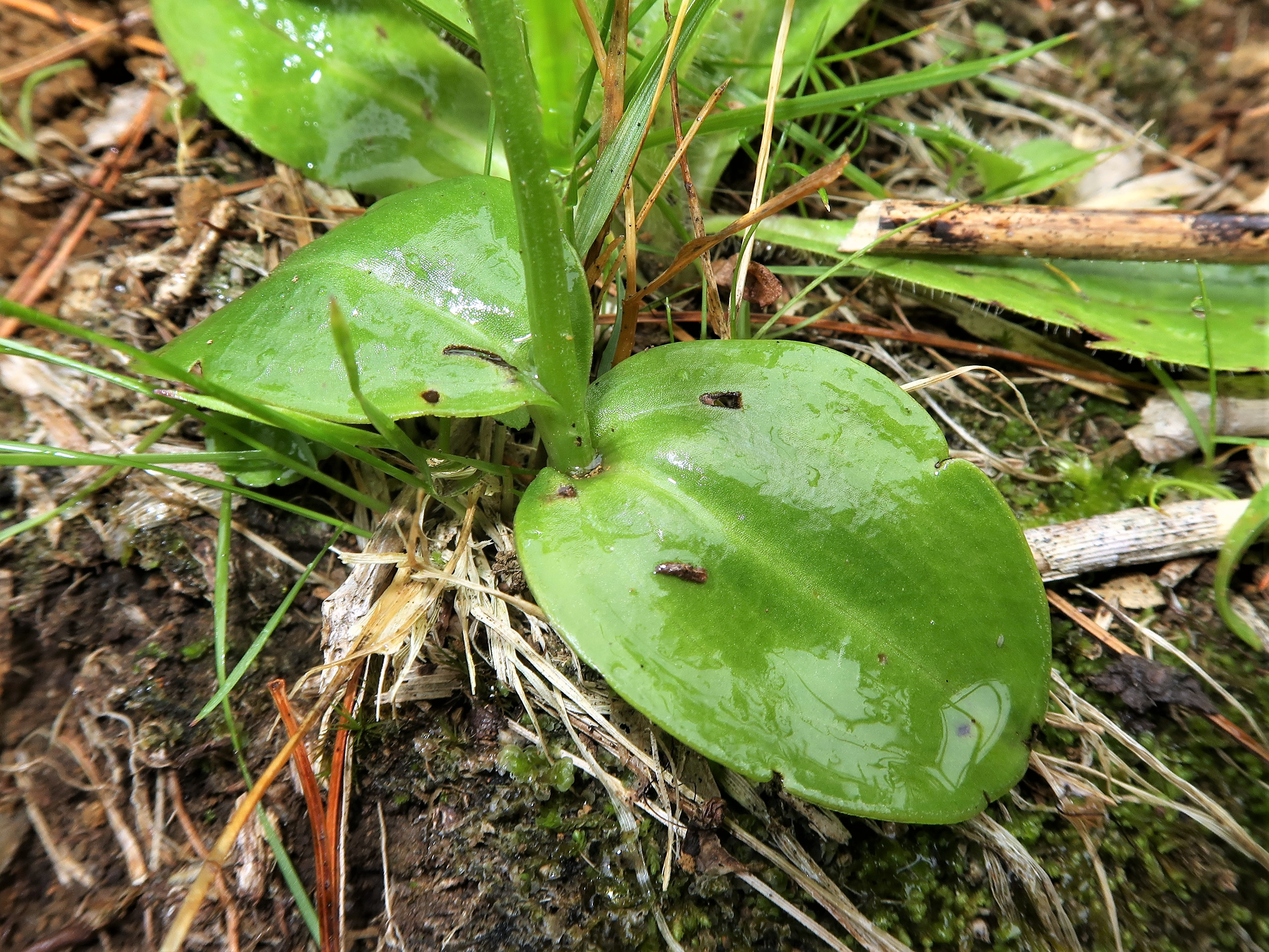
葉は地表近くに2個が対生状につくが、2葉はやや離れている。
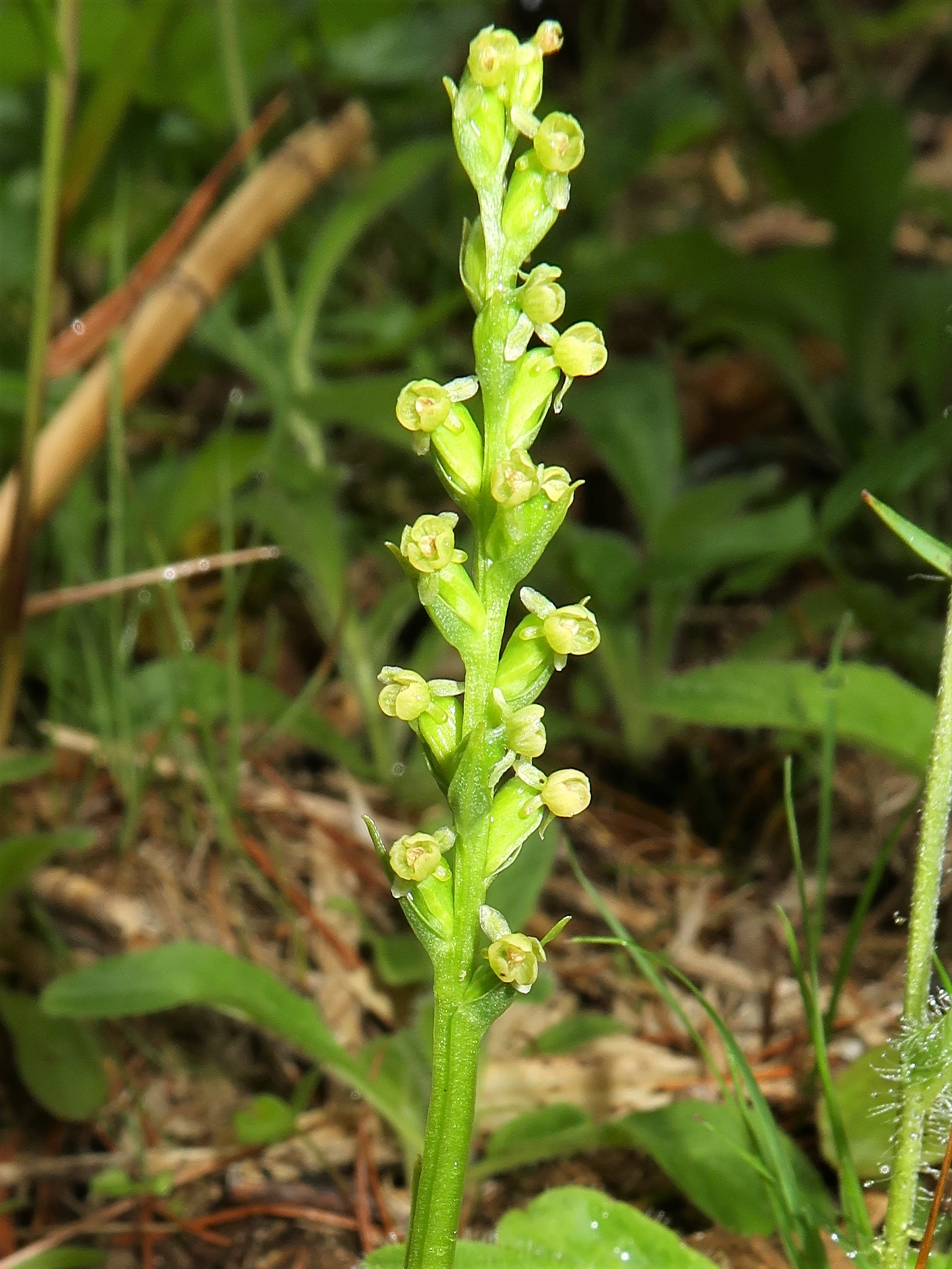
総状花序に淡黄緑色の花を10個前後つける。線形の苞は花より長い。距が短く、先端が前に突き出る。
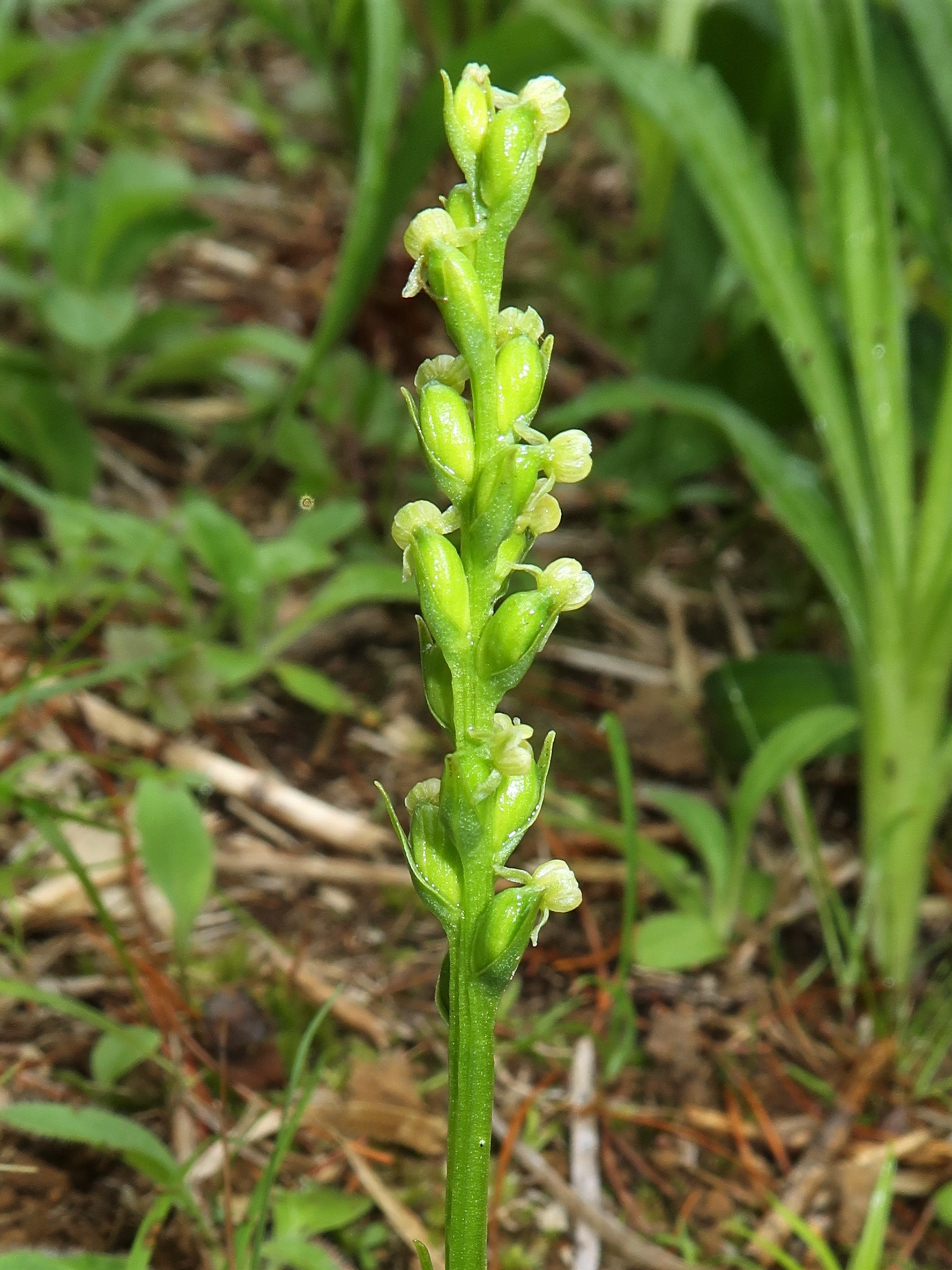
花の背面から見る。側萼片が両手を広げているように見える。花の大きさの割に、花柄子房が大きく太い。
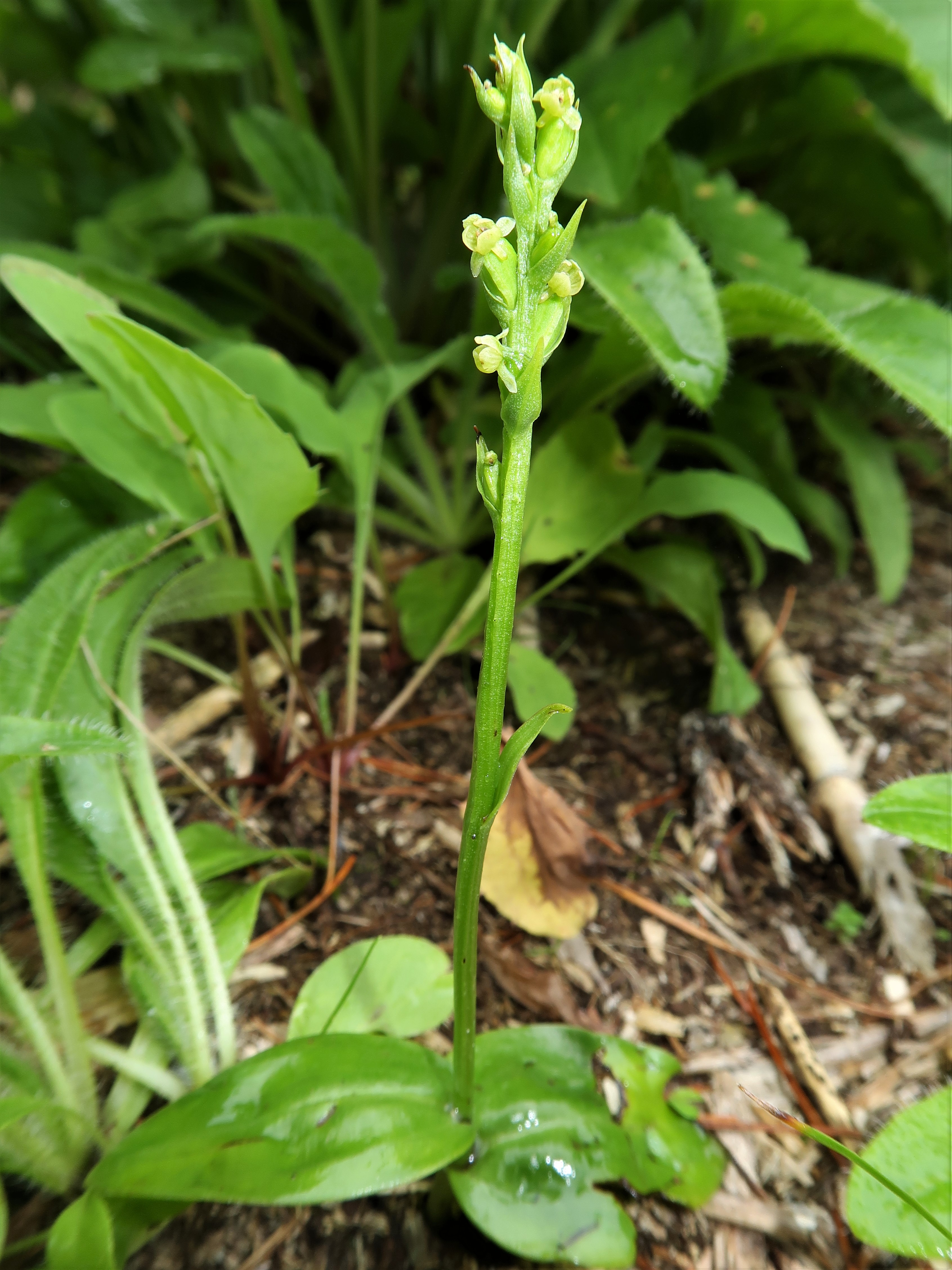
花茎がやや短く、花の個数の少ない個体もある。

## ミヤケラン
下位分類として、変種にミヤケラン（三宅蘭、Platanthera chorisiana (Cham.) Rchb.f. var. elata Finet）がある。基本種のタカネトンボに似るが、茎の高さは20-40cmになる。２個の葉は離れてつき、長さ4-7cmの広楕円形から楕円形になり、先は鋭頭になる。花は20数個つく。基本種との中間型もあるという。分布域は基本種と同じであるが、基本種よりやや北方型で、日本では、北海道、本州（東北地方）に分布し、低地から山地の樹林下に生育する。変種名 elata は、「背の高い」の意味。

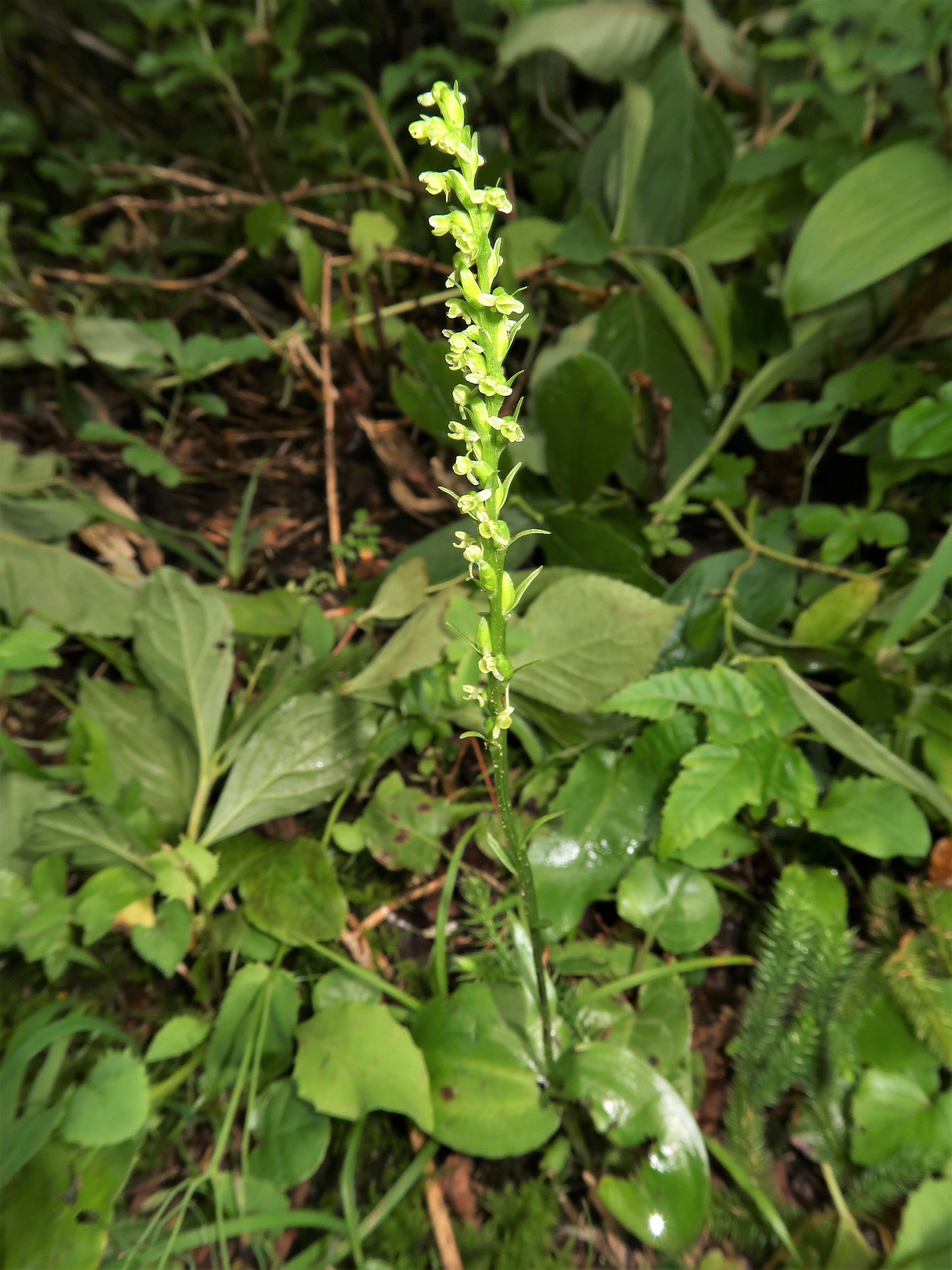
基本種より茎が高く、花数も多い。 福島県会津地方 2019年7月下旬
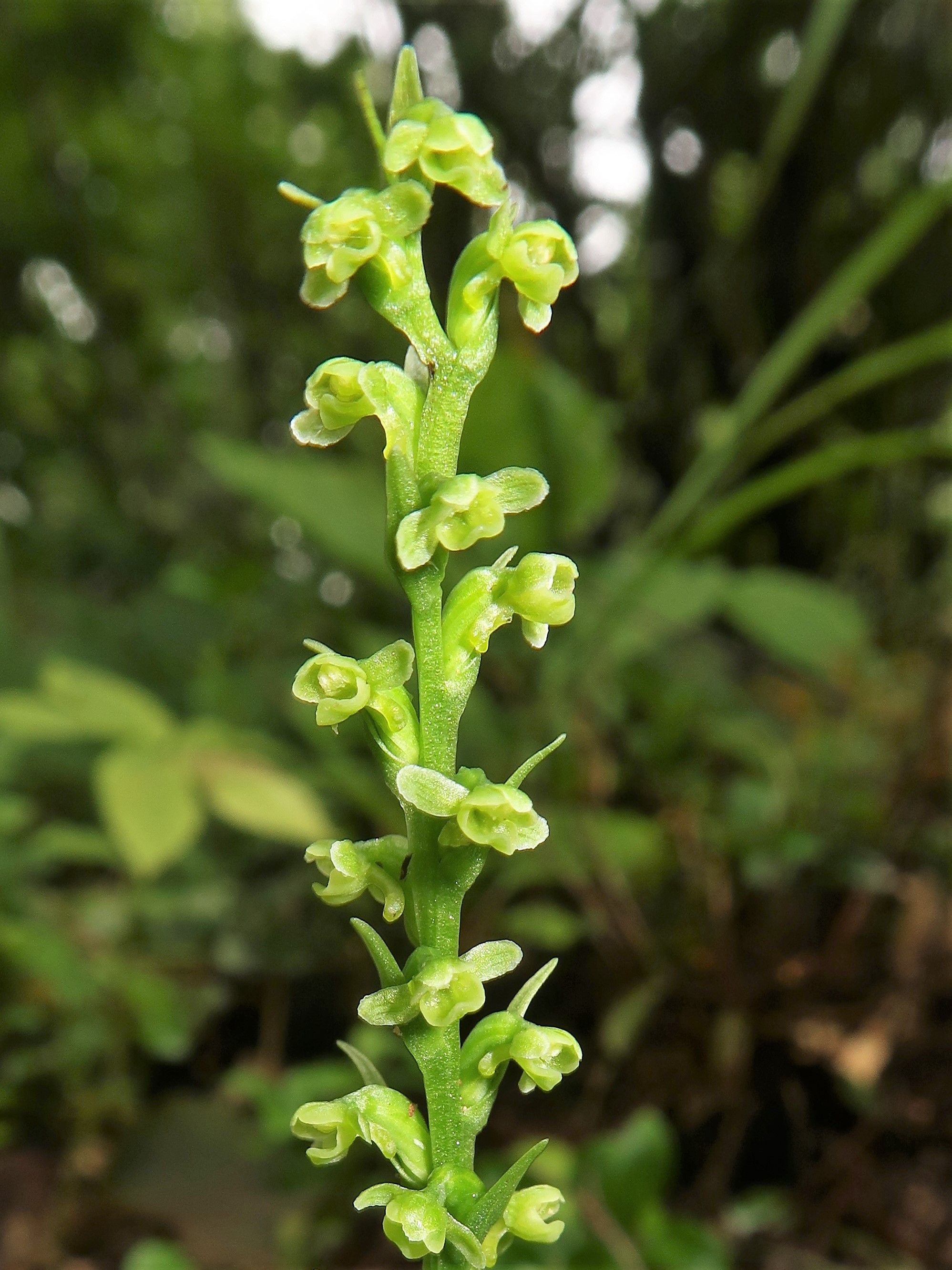
花は基本種に似る。
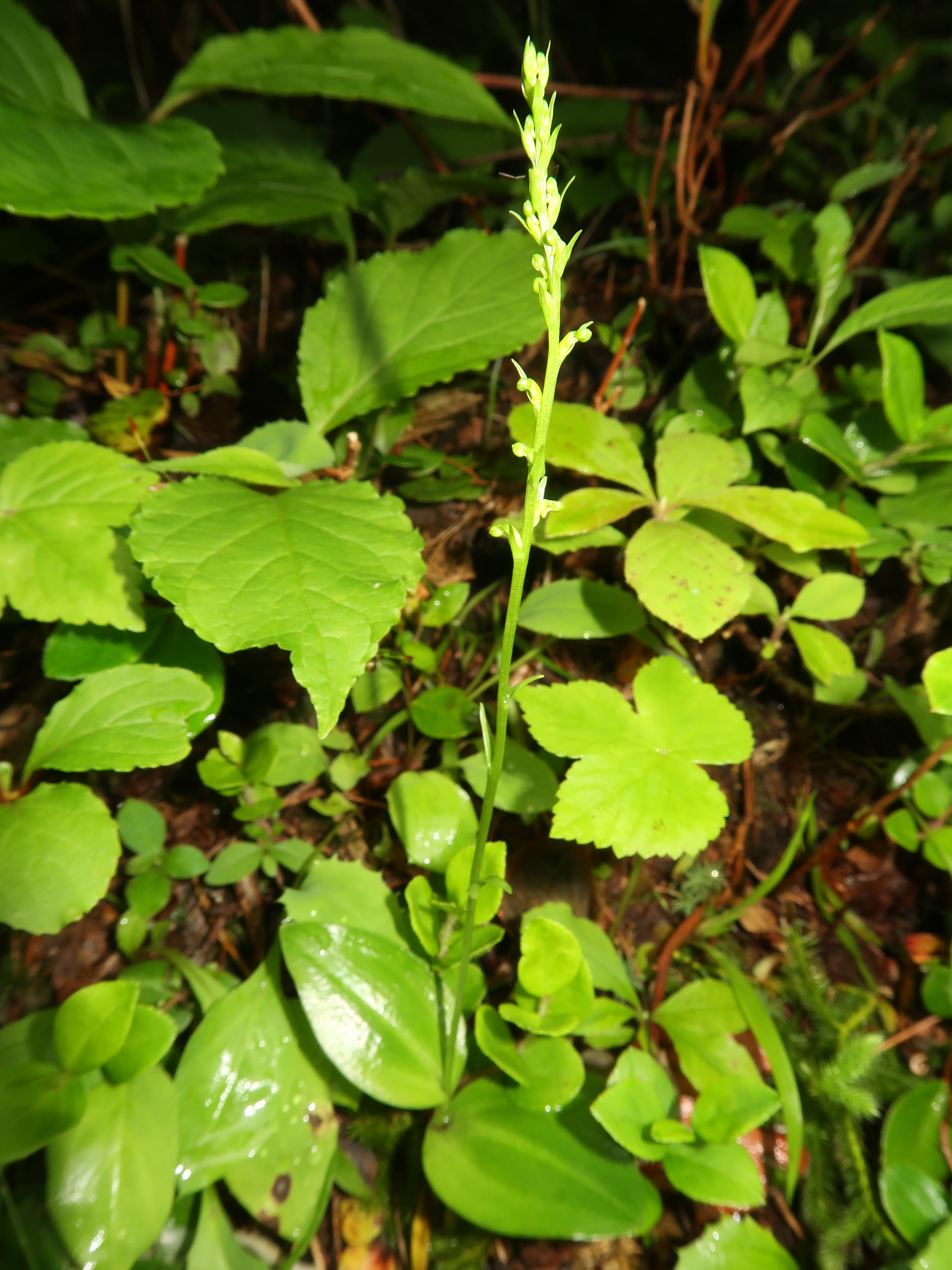
これから花茎が伸びる段階。
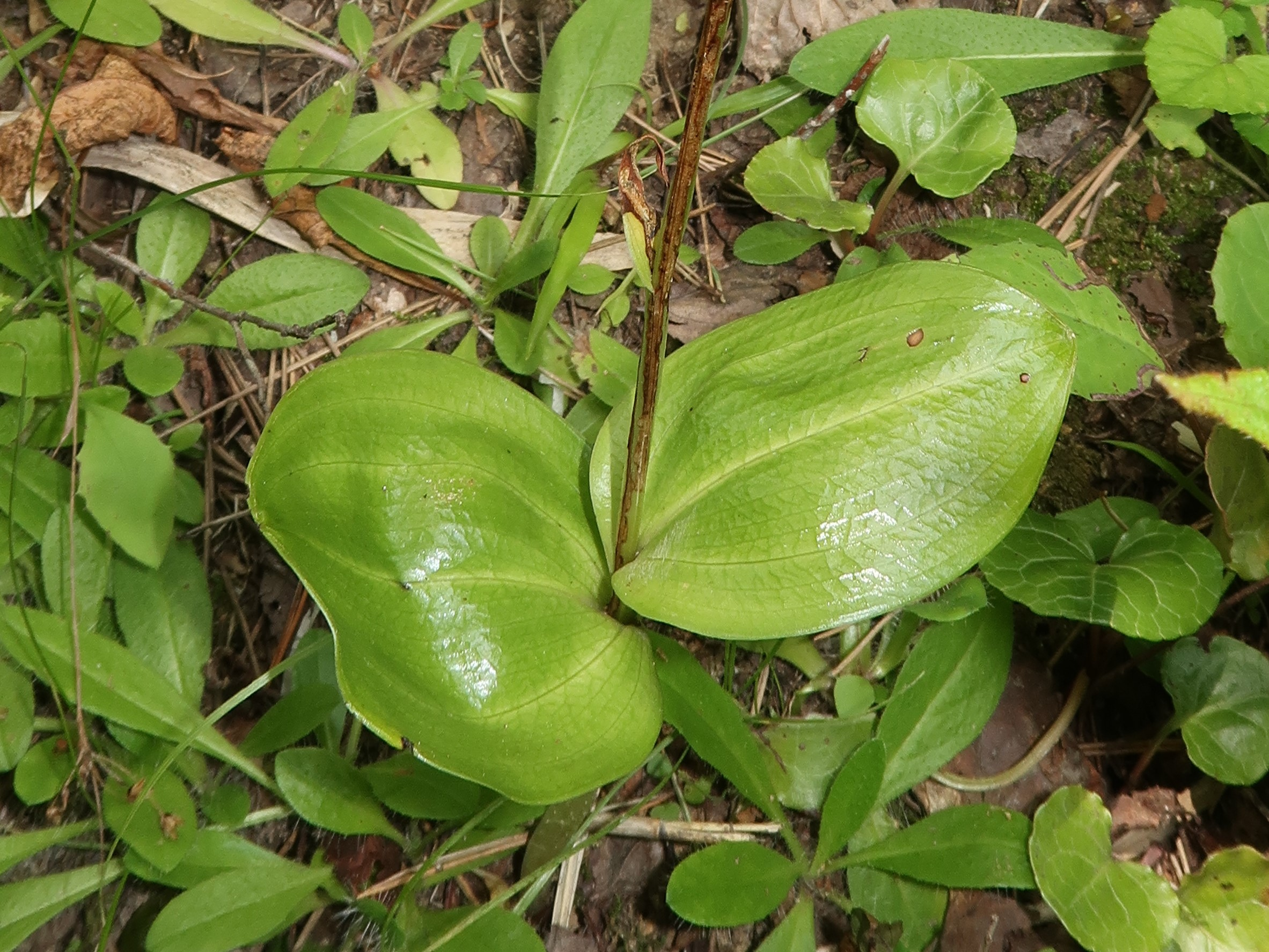
２葉は離れてつく。
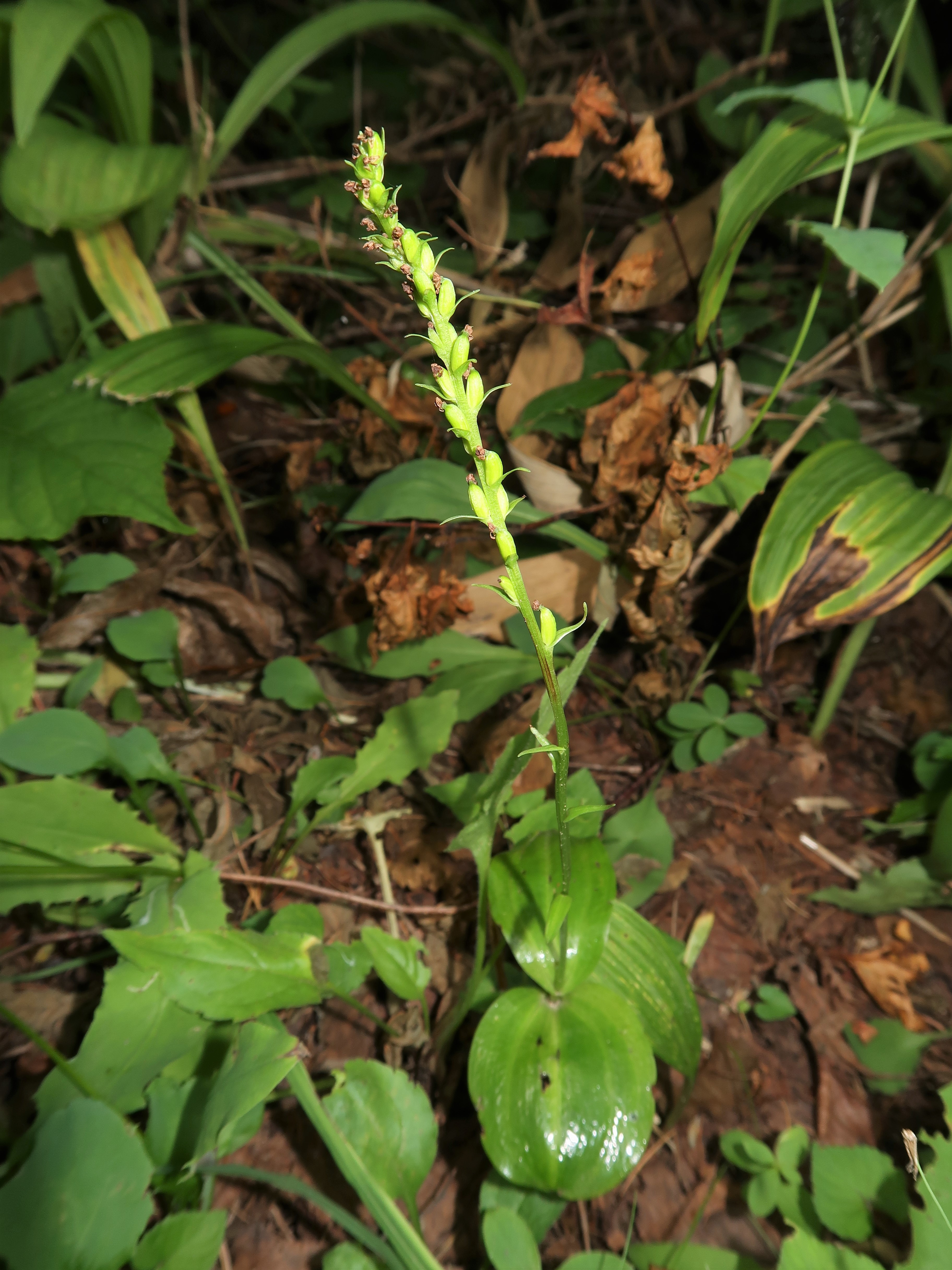
花後の若い果実。